# オリエンティア・ツツガムシ
オリエンティア・ツツガムシ(Orientia tsutsugamushi) は、リケッチアと呼ばれる種類の細菌の一種。ツツガムシ科（アカツツガムシ属）のダニの極一部を自然保菌者とする偏性細胞内寄生体であり、この極一部が媒介する人獣共通感染症、ツツガムシ病の病原体である。ツツガムシリケッチア、ツツガムシ病リケッチアとも。

## 微生物学
この細菌は当初リケッチア属に分類されたが、今では別のオリエンティア属に分類されている。この属には他に Orientia chuto 種が最近になって分類されている。
幅は 0.5 µm、長さは 1.2〜3.0 µm で、細胞単層膜中でしか培養が不能な偏性細胞内生物である。毒性が強く、バイオセーフティーレベルが3の施設を備えた研究室でのみ取り扱われる。
エンベロープはグラム陰性菌と類似しているが、容易にはグラム染色されず、ヒメネス染色の方が好まれる。

### 血清型
多数の血清型が報告されており、Karp 型（全感染例のおよそ 50% ）、Gilliam 型(25%)、Kato 型（10% 以下）、Kawasaki 型の他莫大な多様性が存在する。マレーシアの単一フィールドでは8つの血清型が報告されており、更に多くの型が報告され続けている。遺伝子的手法により、以前判明していたよりもさらに複雑であることが分かってきている（例えば、Gilliam 型は Gilliam 型と JG 型に細分化された）。ある血清型に感染しても別の血清型に対する免疫が生じない（交叉免疫が無い）。したがって同一の患者に複数回にわたり感染が繰り返されることがあり、ワクチン設計が複雑になる。

## 抗菌治療
O. tsutsugamushi は in vitro ではドキシサイクリン、 リファンピシン、アジスロマイシンに感受性がある。ペプチドグリカン細胞壁を欠くため、全ての β-ラクタム系抗生物質（ペニシリンなど）に先天的耐性を示す。細胞内寄生するため、細胞内に浸透しないアミノグリコシド系抗生物質（ゲンタマイシンなど）もヒトへの感染時には効果が薄い。

## ワクチン
ツツガムシ病の認可済みワクチンは現状存在しない。Orientia tsutsugamushi の各株間には莫大な抗原多様性があること、および交叉免疫が生じないことが明らかになっており、ツツガムシ病ワクチンが許容水準の予防を得るためには、地域内で見られる全ての株を予防できる必要がある。抗原の多様性のため、ある地域向けに開発されたワクチンは別の地域では予防にならない。この困難のために、現実的なワクチンの製造努力は実を結んでいない。